# Chocolate amargo

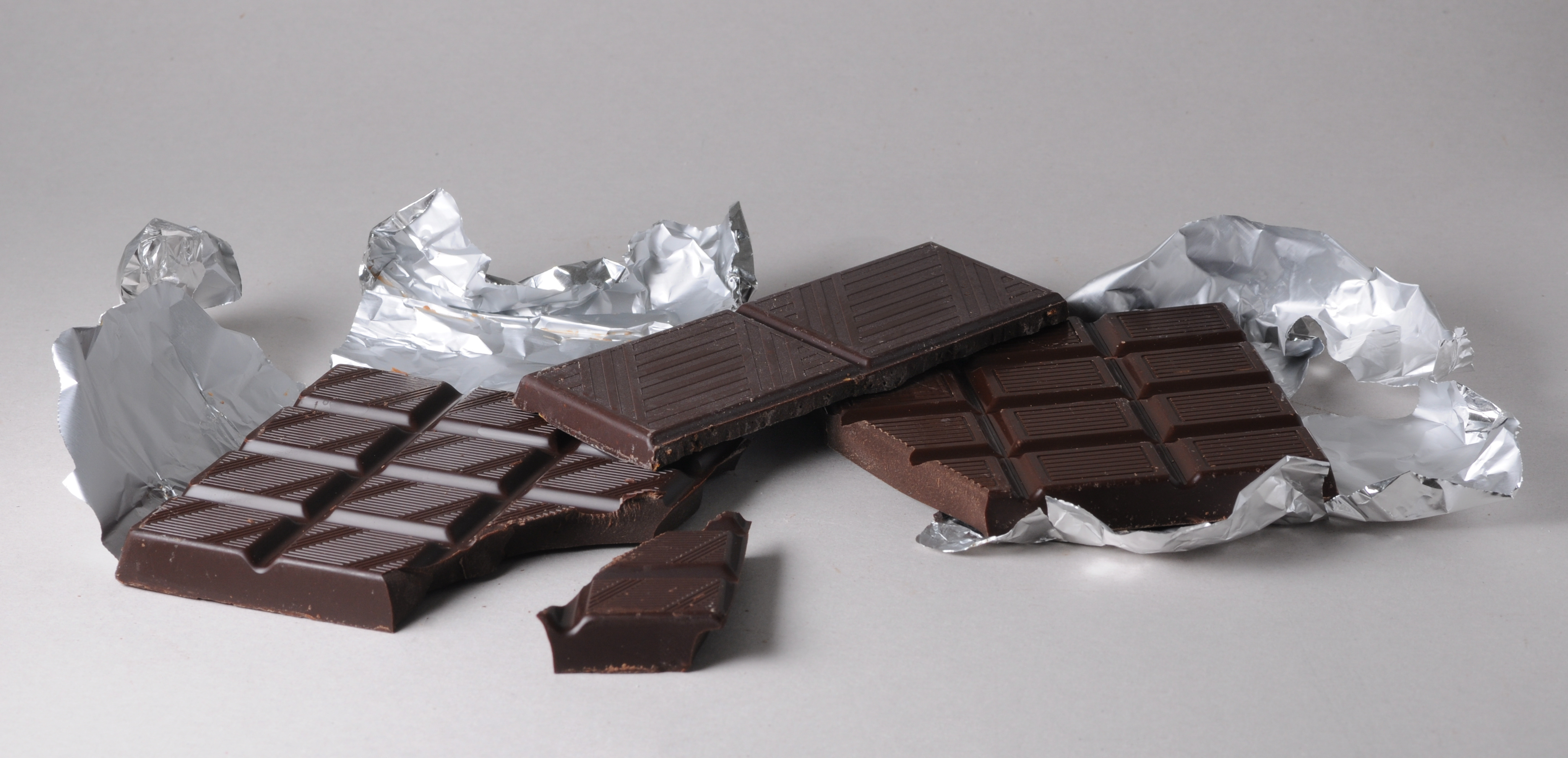
Chocolate amargo de Suiza

El chocolate amargo (también llamado chocolate negro o chocolate puro) es un tipo de chocolate hecho con granos de cacao tostado sin la adición de leche. Algunas variantes permiten su uso como base para postres, pasteles y galletas. Se debe utilizar un mínimo de cacao del 35%, de acuerdo con las normas europeas. Se caracteriza por contener poca azúcar. En algunos casos puede no contener azúcar, y se edulcora con maltitol o stevia.

## Medicina
Los estudios demuestran que el chocolate negro combate la HTA de intensidad media, ya que su consumo diario reduce los niveles de presión arterial. Entre los chocolates, el amargo es el que arroja los mejores resultados, con más flavonoides que cualquier otro alimento rico en antioxidantes como el té verde y el negro o el vino tinto.
Las encuestas dirigidas por el médico danés Arne Astrup Vernon, jefe del Departamento de Nutrición Humana de la Universidad Real de Copenhague y publicado por la International Journal of Obesity demostró que el chocolate amargo también es excelente para el control del peso, ya que aumenta la sensación de saciedad.
Otro estudio italiano de publicado en la revista científica Journal of Nutrition, dice que el chocolate amargo promueve la reducción de problemas relacionados con la presión arterial en 15 días gracias al estímulo de la producción de óxido nitroso proporcionada por los flavonoides presentes en el chocolate.